# Teodoro Csanád
Teodoro Csanád (in ungherese Csanád nembéli Tódor; ... – 1234 circa) fu un influente nobile ungherese che partecipò a una congiura di palazzo contro Andrea II d'Ungheria e fu insediato come palatino per un breve periodo nel 1222.
Fu inoltre ispán di almeno cinque comitati nei primi decenni del XIII secolo.

## Biografia

### Origini e primi anni
Teodoro discendeva dalla famiglia (gens) ungherese degli Csanád. Figlio di Vejte Csanád, attivo come giudice reale tra il 1199 e il 1200, aveva due fratelli, ossia Vejte (II), che sposò una figlia di Posa Bár-Kalán, e Ladislao, che servì come ispán del comitato di Csanád nel 1234.
I membri della sua vasta parentela, tra cui Pat Győr, Pusa Bár-Kalán e suo padre Vejte Csanád, erano considerati fedeli sostenitori del re Emerico, il cui intero regno fu caratterizzato dalla guerra di potere con il fratello minore, il duca Andrea. Nello stesso periodo, quando suo padre Vejte era giudice reale, il giovane Teodoro ricoprì la dignità di ispán del comitato di Bodrog dal 1199 al 1200.

### Colpo di stato del 1222
Dopo la morte di Emerico nel 1204 e la successiva ascesa di Andrea al trono ungherese nel 1205, Teodoro perse ogni influenza politica e non ricoprì più cariche per i successivi due decenni. Durante quel periodo, divenne gradualmente un membro di spicco di quel gruppo baronale di opposizione precedentemente pro-Emerico, che si oppose alle riforme economiche del re, le cosiddette "nuove istituzioni". Teodoro e i suoi compagni furono esclusi dalle donazioni terriere, il che diede origine a gravi contraddizioni con quei baroni emergenti, che erano i principali beneficiari della politica del re. Andrea II affrontò cospirazioni contro il suo governo in diversi casi, ad esempio dopo il suo ritorno dalla Terra Santa, in quanto aveva partecipato alla quinta crociata, nel 1218. Per sedare il malcontento, il re effettuò diverse concessioni, finendo in tale frangente per ricompensare Teodoro con la carica di ispán nel comitato di Borsod nel 1219.
Dalle testimonianze disponibili si desume che i nobili insoddisfatti capeggiati da Teodoro Csanád, molti dei quali avevano ricoperto alte cariche durante il regno di Emerico, organizzarono una congiura di palazzo contro Andrea II nella primavera del 1222. Assumendo il controllo del consiglio reale e privando i consiglieri di Andrea del loro potere, Teodoro fu insediato come palatino di Ungheria. Accanto a Teodoro, ad esempio, il suocero di suo fratello Pusa Bár-Kalán divenne giudice reale e Tiburzio Rosd, un altro vecchio sostenitore di Emerico, agì in veste di ispán del comitato di Pozsony. Il consiglio reale sotto Teodoro tornò al precedente calcolo degli anni del regno di Andrea nelle carte reali (1205, invece del 1204, come inizio del regno), riconoscendo la legittimità di Ladislao III. Secondo l'interpretazione degli storici János Karácsonyi e László Erdélyi, il loro movimento fu sostenuto dalla chiesa e le masse di servitori reali, che erano proprietari terrieri direttamente soggetti al potere del monarca e obbligati a combattere nell'esercito reale, poiché figuravano tra le vittime delle smodate concessioni di feudi della corona eseguite da Andrea. Karácsonyi ha sostenuto che Teodoro Csanád e la sua cerchia costrinsero il monarca intorno ad aprile durante una dieta a emanare la Bolla d'oro del 1222, che riassumeva le libertà dei servi reali e autorizzava i prelati e i nobili del regno a opporsi al monarca qualora non avesse onorato le disposizioni della carta (la cosiddetta "clausola di resistenza"). Karácsonyi ha affermato che Teodoro e i suoi sostenitori furono temporaneamente privati del potere alla fine di luglio 1222 e il re nominò di nuovo Nicola Szák come palatino d'Ungheria. Ciò causò un'altra ribellione all'inizio di novembre del 1222, di conseguenza, Andrea sostituì i membri del consiglio reale con dei baroni a lui fedeli, ad esempio Giulio Kán. Il monarca ungherese promise di convocare due parlamenti all'anno.
Al contrario, lo storico Attila Zsoldos ha considerato Teodoro e il suo accompagnamento identici a quegli "uomini malvagi", che avevano costretto Andrea II a condividere i suoi regni con il suo erede e avversario politico, il duca Béla, stando a una lettera del luglio 1222 di papa Onorio III. Teodoro e gli altri signori politicamente vicini a Emerico pianificarono un colpo di stato nell'aprile del 1222. A giudizio di Zsoldos, Andrea II promulgò la Bolla d'oro, con cui si descrivevano gli aspetti principali della sua politica di riforma detta delle "nuove istituzioni", al fine di contenere l'aumento della rilevanza dei nobili. Nonostante ciò, Teodoro e i suoi alleati assunsero il controllo del consiglio reale, occupando le posizioni più importanti e giurarono nominalmente fedeltà all'erede apparente Béla. Il consiglio reale guidato da Teodoro iniziò a supervisionare le precedenti concessioni reali di proprietà terriere di Andrea, circostanza la quale causò tensioni tra l'élite aristocratica. Andrea II riprese il controllo completo del suo regno nella seconda metà del 1222, dopo aver convocato una dieta nel regno contro i suoi oppositori politici. Teodoro fu rimosso dal suo incarico e gli successe Giulio Kán, fedele confidente del re.

### Anni successivi
Teodoro Csanád finì per rientrare nella cerchia più ristretta al fianco del duca Béla dopo il suo fallimentare tentativo di colpo di stato. Attivo come ispán del comitato di Bihar nel 1224, in seguito ricoprì il medesimo ruolo nel comitato di Moson nel 1225 e del comitato di Újvár nel 1233. Teodoro Csanád perì qualche tempo fa intorno al 1234.